# Unión Deportiva Fuerteventura
La Unión Deportiva Fuerteventura és un club de futbol canari de les ciutats de Corralejo i Puerto del Rosario, a Fuerteventura.

## Història

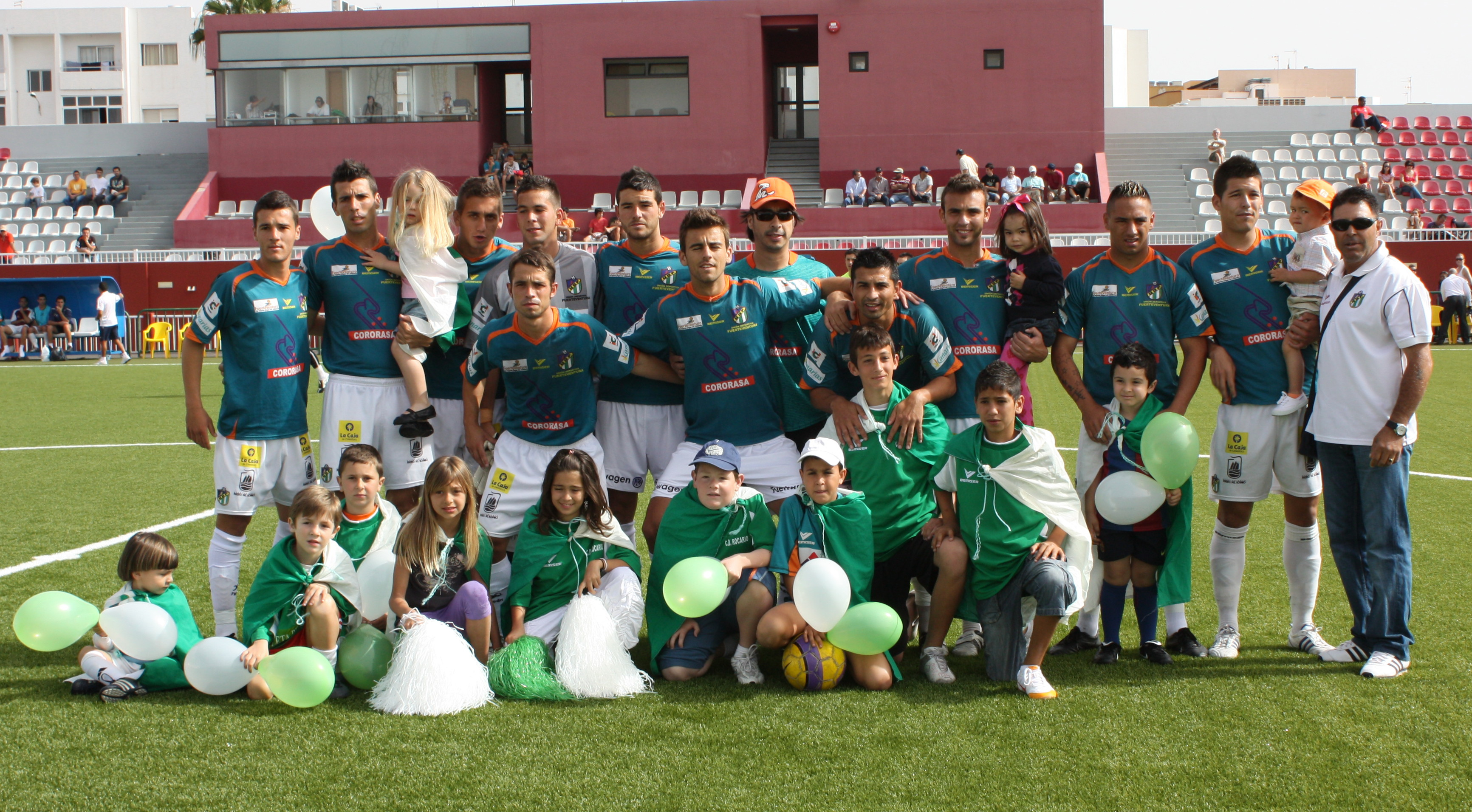
Equip de la UD Fuerteventura

La UD Fuerteventura neix l'any 2004 i és el resultat de la fusió dels dos clubs més importants de l'illa. Aquests clubs són:
- el Club Deportivo Corralejo de Corralejo, fundat el 1975.
- el Club Deportivo Fuerteventura de Puerto del Rosario, fundat el 1987.

## Dades del club
- Temporades a Primera divisió: 0
- Temporades a Segona divisió: 0
- Temporades a Segona divisió B: 5